# Klárafalva, Csongrád
Klárafalva  este un sat în districtul Szeged, județul Csongrád, Banat, Ungaria, având o populație de 507 locuitori (2011).

## Demografie
Componența etnică a satului Klárafalva
     Maghiari (98,19%)
     Sârbi (1,81%)
Componența confesională a satului Klárafalva
     Romano-catolici (42,41%)
     Fără religie (17,95%)
     Reformați (4,14%)
     Necunoscută (34,91%)
     Greco-catolici (0,59%)
Conform recensământului din 2011, satul Klárafalva avea 507 locuitori. Din punct de vedere etnic, majoritatea locuitorilor (98,19%) erau maghiari, cu o minoritate de sârbi (1,81%). Nu există o religie majoritară, locuitorii fiind romano-catolici (42,41%), persoane fără religie (17,95%) și reformați (4,14%). Pentru 34,91% din locuitori nu este cunoscută apartenența confesională.